# Paracentrobia tomaspidis
Paracentrobia tomaspidis är en stekelart som först beskrevs av Pickles 1932.  Paracentrobia tomaspidis ingår i släktet Paracentrobia och familjen hårstrimsteklar. Inga underarter finns listade i Catalogue of Life.